# Tinoasa (okręg Vrancea)
Tinoasa – wieś w Rumunii, w okręgu Vrancea, w gminie Dumitrești. W 2011 roku liczyła 170
mieszkańców